# Batallón de Infantería Ligera de Ultramar
El Batallón de Infantería Ligera de Ultramar (en francés: Bataillon d'Infanterie légère d'Outre-Mer (BILOM) era una unidad militar francesa, formada por colaboracionistas franceses, presos comunes y prisioneros de guerra alemanes del Heer, la Kriegsmarine y las Waffen-SS.

## Historia
La unidad fue creada tras la Segunda Guerra Mundial para servir en el Imperio colonial francés, la unidad BILOM, incluía un batallón que entró en servicio en 1948, el 1.er Batallón de Infantería Ligera de Ultramar (BILOM). 
La unidad se creó inicialmente como una fuerza de seguridad y patrulla, para servir en las posesiones coloniales francesas en el extranjero, como la Guayana Francesa y la Polinesia Francesa. 
El batallón BILOM fue concebido el 27 de mayo de 1948, cuando el ministro de Justicia francés, André Marie, envió un memorando a los directores regionales del sistema penitenciario, preguntándoles el número de prisioneros que podrían estar interesados en servir a la nación en el extranjero. 
La unidad BILOM no estaba originalmente destinada a las campañas de contrainsurgencia en las que luchó más tarde, sino que más bien, fue vista como un posible reemplazo para las tropas de la Legión Extranjera Francesa desplegadas en el imperio colonial francés, necesarias en la Guerra de Indochina.
Las filas del BILOM incluían a exmiembros de la Wehrmacht y las Waffen-SS alemanas, colaboradores franceses de organizaciones como la Milicia Francesa, la Legión de Voluntarios Franceses Contra el Bolchevismo y franceses que sirvieron como voluntarios en el Ejército alemán, en las SS, y en la División Carlomagno.
Los alistamientos en el BILOM, eran por un período determinado, dependiendo de la duración de la condena que el reo debía cumplir. Los reclusos con sentencias de más de 15 años de prisión, no eran elegibles para unirse a la unidad. La unidad BILOM no formaba parte de la Legión Extranjera Francesa. El batallón BILOM estaba estructurado como una unidad de infantería ligera, y no tenía armamento pesado.
Aunque los presos eran liberados de prisión, no se les ofrecía una amnistía legal, solamente un indulto provisional. Los prisioneros de guerra no podían ser oficiales de la unidad BILOM. Los oficiales de la unidad eran miembros de las tropas coloniales francesas. Los miembros de la unidad no podían ser ascendidos, y no llevaban insignias de unidad. Según el Dr. Krisztian Bene de la Universidad de Pécs:

"La finalización exitosa del alistamiento en la unidad BILOM, ofrecía a los marginados nacionales la oportunidad de reintegrarse de nuevo en la sociedad francesa".

A finales de agosto de 1948, menos de 500 voluntarios se habían unido a la unidad BILOM, sus miembros eran apenas un batallón, después de que el Partido Comunista Francés (PCF) puso en marcha una campaña de propaganda en contra de la unidad. El PCF buscó incitar la hostilidad pública hacia la unidad BILOM, y exigió un castigo para los colaboracionistas y los miembros de la unidad.
El batallón BILOM se disolvió formalmente en julio de 1949, aunque la mayor parte de su personal continuó sirviendo en destacamentos franceses desplegados en Vietnam del Sur, algunos de ellos permanecieron con el Cuerpo Expedicionario Francés en Indochina, y el resto regresó a Francia.